# Rosa D'Amato
Pour les articles homonymes, voir D'Amato.
Rosa D'Amato, née le 30 mars 1969 à Tarente, est une femme politique italienne, membre du Mouvement 5 étoiles de 2014 à 2020.

## Biographie
Rosa D'Amato est diplômée en sciences du sport. 
Elle est élue députée européenne le 25 mai 2014 puis réélue en 2019.